# Густав Отто Стенбок
Густав Отто Стенбок (швед. Gustaf Otto Stenbock; 7 вересня 1614, Смоланд — 24 вересня 1685, Стокгольм) — шведський полководець і рейхсадмірал, граф, фельдмаршал Швеції.

## Біографія
Його батьком був Густав Стенбок (1575—1629) з шляхетського роду Стенбок, матір'ю — графиня Беата Маргарета Браге.
Стенбок вступив на службу (1631) в Смоландській кавалерійський полк і невдовзі переведений у корнети. Дев'ятнадцятирічний Стенбок брав участь (вже як піхотинець) у Тридцятилітній війні, захоплював Ландсберг, був у боях біля Франкфурта-на-Одері і брав участь у Битві при Нердлінгені (1634). У 1635 відзначився у Битві при Деміці, потім у 1636 році був учасником у Битві при Віттштоке. У 1638 році Стенбок отримав звання полковника Йончопінзького полку, разом з яким він потім бився при Хемніці (1639) і вступив до Праги. У жовтні 1642 року у Битві під Лейпцигом отримав важке поранення, через що був відправлений додому до Швеції.
Воював з данцями (1643—1645), взяв участь у Першій бременській війні 1654 року. А у 1655 році був призначений Генералом-фельдцейхмейстером.
Під час польсько-шведської війни 1655—1660 років, після того як король Карл Х Густав разом з Арвідом Віттенбергом вступили у межі Польщі, Стенбок був залишений зі значною частиною армії на укріплених позиціях біля Нови Двур (поблизу злиття річок Вісли та Бугу). Передбачалося що він вдарить по Західної Пруссії, проте йому це не вдалося, оскільки з Мазурії підійшли польські війська. 10 листопада Стенбок з'єднався з силами короля Карла, після чого 28 лютого 1656 взяв участь у взятті Марієнбурга. У вересні того самого року він вирушив на допомогу Східній Пруссії і 12 жовтня біля Філіпова розбив загін польного гетьмана Вінцента Госевського, після чого повернувся у Західну Пруссію.
У липні 1657 року Стенбок повернувся до Швеції, щоб захищати Швецію від нападу данців. 18 березня 1658 був призначений генерал-губернатором Сконе, Халланду і Блекінге. Взяв участь в облозі Копенгагена (1659). Стенбок залишив генерал-губернаторство, щоб зайняти пост рейхсадмірала (1664—1676).

## Родина
Перший шлюб (22 липня 1645) з баронесою Бритою (пом. 1653).
Діти
- Густав (1646—1672)
- Беата (1648)
- Сігрід (1648)
- Христина Катаріна (1649—1719), вийшла заміж за шведського державного діяча, генерал-губернатора з Естонії Андерса Торстенсона
- Магдалена Катаріна (1652—1676), вийшла заміж за Густава Маурітца Левенгаупта
- Карл Отто (1653—1697), одружився з баронесою Маргаритою Соп з Лімінго

1 червня 1658 одружений вдруге на графині Кристині-Катерині Делаґарді (1632—1704), дочці генерал-фельдмаршала і графа Якоба Делаґарді (1583—1652) і графині Єббі Браге (1596—1674) в Гетеборзі.
Діти
- Бригіта (1660—1682)
- Беата Маргарита (1661—1735), вийшла заміж за графа Густава Дугласа (1648—1705)
- Ерік Стенбок Густав (1662—1722), одружився з графинею Йоханною Елеонорою Делаґарді (1661—1708)
- Якоб Стенбок
- Магнус (1663—1717), шведський військовий офіцер, одружився з Евою Магдаленою Оксенштерною
- Гедвіга Елеонора (1664—1729), вийшла заміж 1684 року за барона Лоренца Крейца (1646—1698)
- Шарлотта Марія (1667—1740), вийшла заміж за графа Левенгаупта Аксель Йохана (1660—1717)